# Barbro Elmqvist-Leyman
Ruth Barbro Elmqvist-Leyman, född 4 juli 1912 i Örby i Västergötland, död 8 februari 2003 i Göteborg, var en svensk målare, tecknare och grafiker.
Elmqvist-Leyman var dotter till folkskolläraren Fion Elmqvist  och Helga Norling samt syster till Stig Elmqvist. Från 1944 var hon gift med Olof Leyman och tillsammans fick de sonen Johannes Leyman. Elmqvist-Leyman studerade vid Slöjdföreningens skola i Göteborg 1931–1932 och vid Högre konstindustriella skolan i Stockholm 1932–1937. Hon ställde ut första gången 1942 på en samlingsutställning i Göteborg[var?] och ställde 1949 ut tillsammans med Märta Gustafson och Märta Laurenzi på Olsens konstsalong i Göteborg. Hennes konst spänner över ett flertal olika tekniker, som teckning, akvarell, silkscreentryck, träsnitt och oljemåleri. Motiven är för det mesta landskap med naturlyrisk prägel men hon gjorde även illustrationer och porträtt på beställning. Offentliga verk är bland annat en glasmosaik för Timrå simhall 1956–1957 som hon gjorde tillsammans med maken Olof Leyman och oljemålningen "Sländflykt" för Lillhagens sjukhus 1970. Makarna Leyman är begravda på Västra kyrkogården i Göteborg.